# Calle Chambers (línea de la Calle Nassau)
Calle Chambers es una estación en la línea de la Calle Nassau del metro de la ciudad de Nueva York. Está localizada en la intersección de las calles Centre y Chambers bajo el Edificio Municipal de Manhattan, y es servida por los trenes de los servicios J (todo el tiempo), M (solamente de lunes a viernes), y por los trenes del servicio Z (solamente en horas pico).
La estación cuenta con cuatro vías y tres plataformas centrales, y una plataforma lateral (antes tenía dos). En 1931, se cerraron dos plataformas centrales y ambas plataformas laterales porque eran innecesarias. La estación en el lado oeste de la plataforma fue demolida cuando se construyó la estación Puente de Brooklyn–City Hall en la línea de la Avenida Lexington

## En las películas
Esta estación fue usada en la adaptación de 1998  de Grandes esperanzas, en una escena con Ethan Hawke y Robert De Niro.

## Conexiones de autobuses
- B51
- M1
- M6
- M15
- M22
- M103